# Museu Arxiu de Santa Maria de Mataró
El Museu Arxiu de Santa Maria de Mataró (MASMM) és un museu i arxiu de titularitat parroquial creat l'any 1946 per gestionar el patrimoni artístic, històric i cultural de la basílica de Santa Maria, la més antiga de Mataró. Està ubicat a l'antiga masia de Can Seguí o Can Soleret, edifici adjacent a la basílica que forma part de l'Inventari del Patrimoni Arquitectònic de Catalunya.
El seu abast d'actuació ha anat augmentant gràcies a les moltes donacions rebudes de fons personals i patrimonials, d'entitats i d'empreses del terme municipal. Cronològicament disposa de documentació des del segle xii fins a l'actualitat, ocupant 282 metres lineals.

## Edifici
Fins a l'any 1981 el Museu-Arxiu ocupava l'antiga Sala de l'Arxiu de la Comunitat de Preveres, espai a l'interior de la basílica de Santa Maria, les capelles i sagristies annexes de les antigues confraries i la Torre del Rector, on es conservava la major part del fons de la parròquia. En aquesta data s'adquirí la casa del carrer de Beata Maria número 3, adossada a les parets laterals del temple, Can Seguí. Es tracta d'un edifici residencial d'estil gòtic tardà, construït entre els segles XVI i XVII, una antiga masia de tres cossos que s'organitzava aleshores en tres cases.

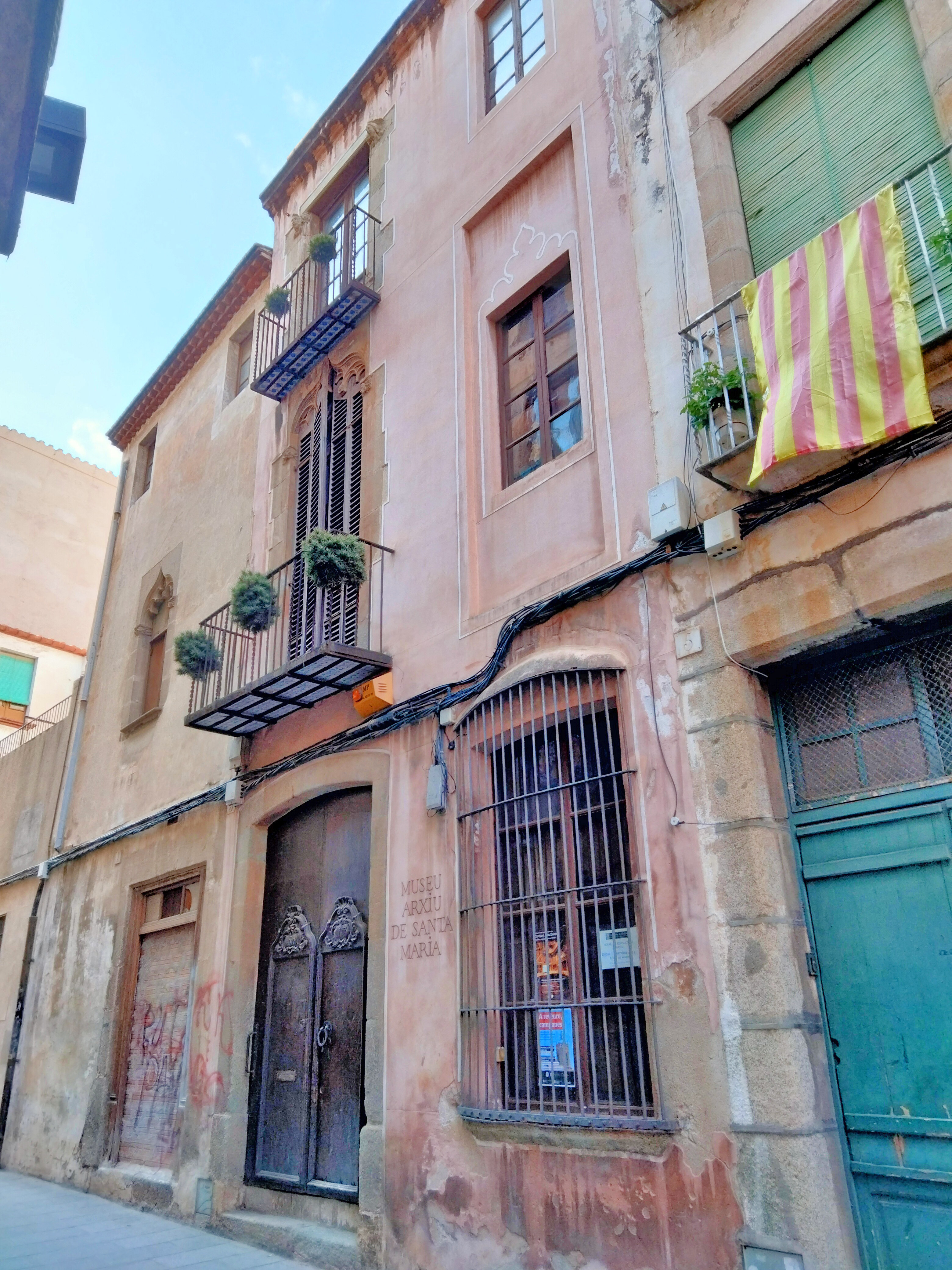
Can Soleret, seu actual del museu

Tot i les reformes posteriors, conserva a la façana dues finestres conopials de l'època. La casa és catalogada en el Catàleg del Patrimoni Històrico-Arquitectònic de Mataró.
L'any 1985 s'inaugurà parcialment l'espai actual.

## Història

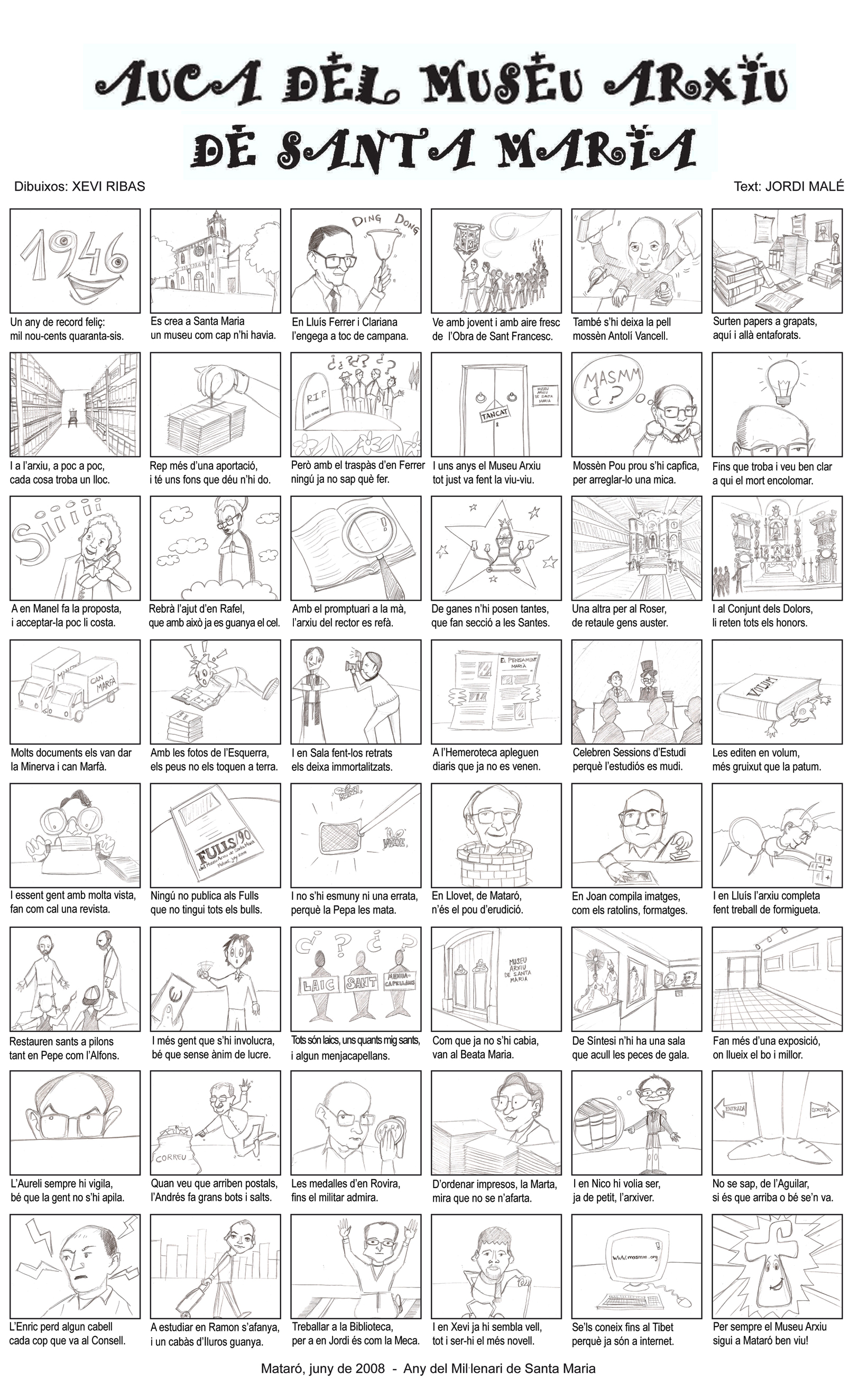
Auca del Museu Arxiu de Santa Maria de Mataró per a la celebració del Mil·lenari de la Basílica de Santa Maria de Mataró (2008)

### Antecedents
Als voltants de 1930 Josep Cateura i el reverend mataroní Doctor Fèlix Castellà tenen la intenció de crear un museu parroquial amb el material emmagatzemat a les voltes de la capella de Sant Elm i del Sagrament vell, però la iniciativa no prosperà i s'estroncà amb l'inici de la Guerra Civil Espanyola.
Durant aquest període convuls la tasca de salvaguarda del patrimoni de la parròquia, però també del patrimoni religiós privat, és en mans d'un grup reduït de particulars mataronins, bons amics i apassionats per la història, entre els quals Lluís Ferrer Clariana, Marià Ribas i Bertran, Rafael Estrany i Julià Gual. Vinculats a l'Agrupació Científico-Excursionista del Círcol Catòlic d'Obrers, durant els anys trenta havien organitzat activitats adreçades a la coneixença del patrimoni cultural (prospeccions i excavacions a Burriac, excursions per conèixer totes les cases de Mata i el Corredor). A partir de 1939 s'afegeixen al grup persones com l'historiador Joaquim Llovet, els germans Arenas, pintors, o Josep Maria Guanyabens, amb la intenció d'intentar preservar la funció cultural de tots els edificis religiosos malmesos.
Ferrer era funcionari municipal a l'oficina d'abastaments i Ribas, l'arqueòleg que presidia la secció d'Història i Arqueologia del Museu de Mataró, creada en el 1946. L'any 1943 Ferrer havia creat l'Obra de Sant Francesc, una associació d'inspiració franciscana, per a la recuperació; del patrimoni religiós i cultural, que restaurava esglésies, ermites i capelles votives dels carrers, editava goigs, organitzava festes i editava monografies. Ferrer tenia la confiança dels tres rectors successius de la basílica (Massó, Vancell i Pou) i entre 1940 i 1946 s'havia dedicat a recuperar i agrupar en un sol arxiu tots els fons documentals de la parròquia que havien estat separats durant la Guerra Civil: els que es trobaven als magatzems municipals situats a l'antic convent de les benetes; els de l'arxiu del Rector, dit de la torreta, per la ubicació en una torre de la rectoria; els que conservaven particulars, que havien estat responsables de confraries i administracions; i el conjunt de llibres de la parròquia sufragània de Mata.
Primer havia recollit en dues sales dels baixos de la rectoria vella teles, peces dels retaules destruïts i documentació i després els havia traslladat a la Sala de Juntes o de l'administració del Roser.

### 1946-1974
Promogut per l'Obra de Sant Francesc i el seu director, Lluís Ferrer i Clariana, d'acord amb el rector de Santa Maria, mossèn Vancell, el 2 de febrer de 1946 es va inaugurar el Museu Històric Arxiprestal de Santa Maria a l'antiga Sala de l'Arxiu de la Comunitat de Preveres. Lluís Ferrer en va esdevenir director. Es començà la classificació de lligalls i pergamins, es crearen dues seccions obertes amb caire de col·lecció, es donà a conèixer la institució a l'exterior visitant diferents arxius, mantenint correspondència amb associacions d'arxivers, publicant articles sobre les activitats del Museu Històric Arxiprestal, organitzant exposicions i conferències o creant una secció d'estudis que no va tenir continuïtat immediata. També es va impulsar la primera restauració de les teles d'Antoni Viladomat i Manalt del Conjunt dels Dolors.
Amb la mort de Lluís Ferrer l'any 1970 es va obrir un període d'incertesa tot i la publicació pòstuma del segon volum sobre la història de la basílica: es tancà la sala del museu, s'aturaren les visites i les activitats i es va interrompre la correspondència.

### Des de 1974
L'any 1974, gràcies a l'oferiment del rector Francesc Pou, dos membres del Consell Pastoral es van responsabilitzar del Museu Històric: Manel Salicrú i Puig, aparellador de professió, jove i afeccionat per la història, en prengué la direcció; i Rafael Soler i Fontrodona, comerciant, vinculat a la confraria dels Dolors i col·laborador de Ferrer en la primera restauració dels Dolors, en fou nomenat secretari.
Amb ambició de futur però coneixent el passat, s'inicià una nova etapa a l'arxiu:
- S'ordenà la biblioteca
- Es van recompondre els 37 lligalls de l'arxiu parroquial gràcies a la descoberta del “Promptuari substancial de tot lo que contenen los 37 plecs i llibres de l'arxiu del rector”, compendi de documents des del segle xv al xix, recopilat l'any 1813.
- Es va intervenir en els fons de les antigues confraries
- S'incorporaren els llibres sacramentals de la rectoria
- L'any 1976 es restaurà la sala de l'arxiu

Paral·lelament es forja una nova dimensió museística del conjunt de l'edifici de l'església i 1979 esdevé un any clau per a la difusió del conjunt. Cauen dues paraules del nom de la institució i esdevé Museu-Arxiu de Santa Maria, s'inaugura el conjunt dels Dolors, s'estableix un calendari de visites guiades pel recinte i un horari de dissabtes matí per la consulta de l'arxiu; i s'engega el projecte de la revista Fulls.
L'any 1981 es comprà la casa de cos del número 3 del carrer Beata Maria per instal·lar-hi la institució i s'inaugurà parcialment l'any 1985.
Des d'aleshores s'han realitzat actuacions en el campanar, el Roser i la teulada dels Dolors; des de 1984 i anualment s'organitzen les Sessions d'Estudis Mataronins, es programen tres exposicions anuals i s'han posat a l'abast dels investigadors els fons parroquials, d'entitats i particulars i els bibliogràfics i hemerogràfics, especialment en l'àmbit del teatre.

## Organització
El Museu Arxiu de Santa Maria està inscrit al Registre de Museus de Catalunya i a la Guia de Centres d'Estudis de Catalunya.
És gestionat per un equip que es va constituir com a associació cultural sense ànim de lucre l'any 1991 a fi de regularitzar la seva situació davant de les administracions. En aquest mateix moment subscriu un conveni amb el rector per tenir cura de la gestió del patrimoni històric, cultural i artístic de la parròquia i, per tant, de la gestió delegada del Museu Arxiu. Es tracta d'un equip format per un laics, més o menys vinculats a la parròquia, amb diversos estudis i oficis, tots treballant de manera voluntària i desinteressada per a les actuacions i amb un alt nivell d'implicació en el món cultural de la ciutat.
Des d'octubre de l'any 2010 el president i director és l'historiador i arxiver Nicolau Guanyabens i Calvet, Manuel Salicrú i Puig n'és el secretari i Joan Castellà i Oliva, el tresorer.

## Museu

### La Sala de Síntesi
S'hi exposen les peces més importants que es conserven a la parròquia de Santa Maria, des del gòtic tardà i el barroc fins al Modernisme:
- imatge d'alabastre de la Mare de Déu (segle xv)
- creu parroquial i imatge de la Mare de Déu del Roser (segle xvii)
- escultures d'Antoni Riera i Mora i Carles Morató
- tela de la Puríssima d'Antoni Viladomat i Manalt
- tela del Calvari de Ramon Amadeu (segle xviii)

Permet resseguir la història de la parròquia i de la ciutat a partir del primer document conegut conservat a la parròquia, del 1008.

### Conjunt dels Dolors
El Conjunt dels Dolors va ser construït entre els anys 1694 i 1798 per la Venerable Congregació de Nostra Senyora dels Dolors. Es compon de la Capella de la Mare de Déu dels Dolors, Sagristia, Sala de Juntes, Cor i Cripta. La Capella i la Sala de Juntes foren decorades, entre els anys 1722 i 1737, pel pintor barceloní Antoni Viladomat i Manalt, que també en pintà les sis grans teles laterals de la capella. A la Capella també cal admirar la gelosia del Cor.
Conservat en el seu estat original, representen el conjunt pictòric català més important del segle xviii arribat als nostres dies.

### Secció Roser
L'Art Barroc català té a la Basílica de Santa Maria un altre nom cabdal, el retaule de la Capella del Roser, un dels més importants conservats. Fou construït entre 1690 i 1699 per l'escultor mataroní Antoni Riera i Mora amb l'ajut de l'occità Lluís Bonifaci, establert a Catalunya.
A la sagristia annexa s'exhibeix la documentació de la Confraria del Roser des del 1575.

### Secció Santes
Recull documentació, reliquiaris, imatges, objectes d'orfebreria, ornaments i iconografia relacionada amb la tradició i el culte de Mataró a les Santes patrones, Juliana i Semproniana, des de 1853, any de la seva proclamació després d'haver estat considerades com a mataronines i d'aconseguir la possessió de les seves relíquies.
També s'hi exposa la partitura original de la Missa de les Santes de Mn. Manuel Blanch.

## Arxiu
Des de finals de l'edat mitjana fins a l'actualitat, la documentació relacionada amb Mataró i la comarca del Maresme que custodia el Museu-Arxiu és àmplia i diversa: pergamins, impresos, partitures musicals o imatges.

### Biblioteca
S'organitza en seccions: història, religió, literatura i llengua. Entre les obres literàries sobresurt la dedicada al teatre, que compta amb uns 8000 títols d'entre finals del segle xix i darrer quart del segle xx.

### Hemeroteca
Es custodien 25 col·leccions completes de publicacions periòdiques locals de la segona meitat del segle xix fins a l'actualitat, la majoria ja extintes, i diversos exemplars solts de gairebé totes les que s'han editat a Mataró.

## Serveis
Com a centre d'Estudis Locals, el MASMM promou la recerca i, anualment, des de 1984 convoca les Sessions d'Estudis Mataronins, una tribuna lliure d'historiadors, investigadors i estudiosos de Mataró i la comarca del Maresme. Les comunicacions presentades cada any són aplegades i editades en volum.
També publica des d'abril de 1978 els Fulls, una revista quadrimestral de recerca històrica per donar a conèixer els fons de l'arxiu i promoure estudis d'història.
Diversos són els serveis de què disposa adreçats als usuaris:
- Sala de consulta.
- Servei d'informació i referència per a consultes adreçades via telefònica o e-mail.
- Consulta del fons a través de la pàgina web de la institució i la descàrrega dels textos íntegres dels articles de les revistes Fulls i Sessions d'Estudis Mataronins.
- Biblioteca i hemeroteca auxiliar i de recerca per a la consulta dels usuaris a la sala de consulta.
- Sala d'exposicions, on es programen 3 exposicions anuals sobre fons de la institució i en relació amb els fets culturals, socials o polítics de Mataró i la comarca.
- Visites guiades en grup.